# Manuel Saravia Madrigal
Manuel Saravia Madrigal (Valladolid, 27 de abril de 1953) es un doctor en Arquitectura y profesor titular de Urbanismo desde 1990 en la Escuela Superior de Arquitectura de Valladolid. Además, fue primer teniente alcalde de la ciudad de Valladolid entre los años 2015 y 2023. 
Fue elegido como independiente en las listas de Izquierda Unida como candidato a la alcaldía de Valladolid en las elecciones municipales de 2011. En mayo de 2015 fue elegido concejal por la candidatura ciudadana Valladolid Toma la Palabra y, en junio, entró a formar parte del gobierno municipal de la ciudad como Primer Teniente de Alcalde y concejal Delegado de Urbanismo. Antes de las elecciones municipales de 2023 anunció su retirada de la política, que se hizo efectiva al comenzar una nueva legislatura, en el mes de mayo del mismo año.

## Trayectoria

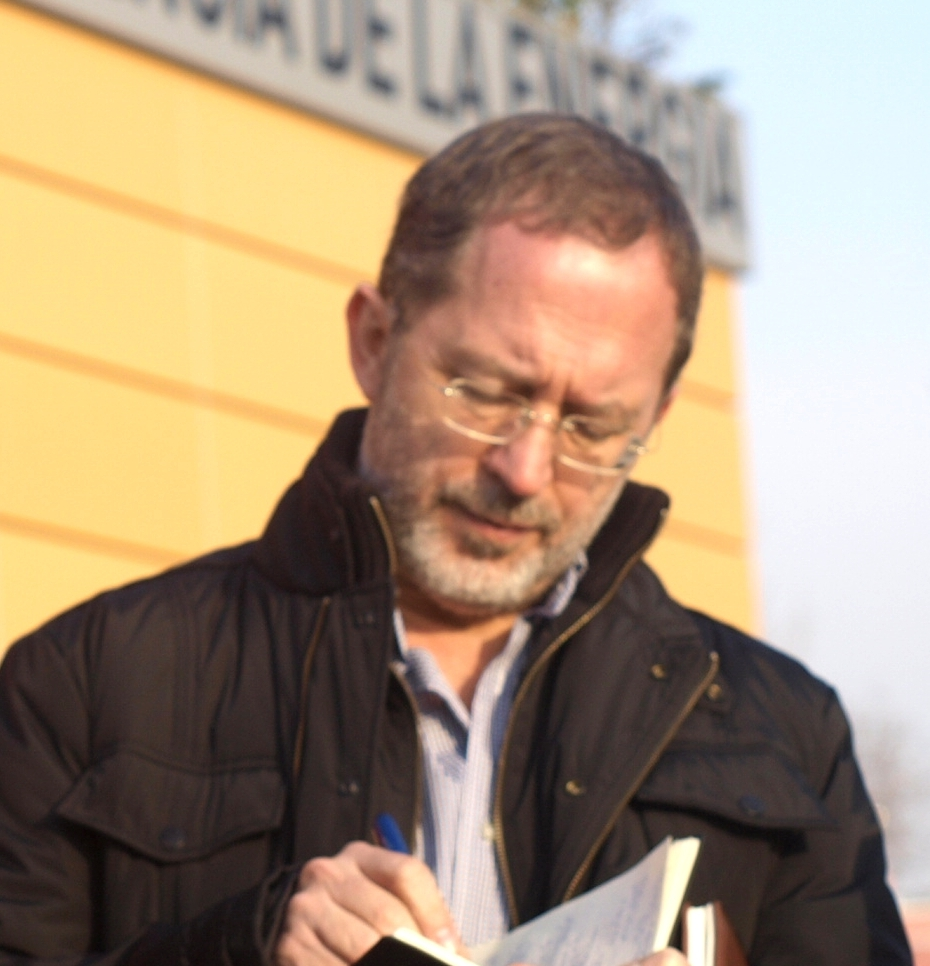
Manuel Saravia en 2011

Manuel Saravia, que estudió en las universidades de Valladolid y de Madrid, ha trabajado en arquitectura, básicamente en urbanismo, desde que acabó la carrera, no sólo en la ciudad de Valladolid o en Castilla y León sino en otras partes de España. Entre los años 1981 y 1986 desempeñó su profesión en los consistorios de Tudela de Duero y Valladolid, y asesoró también en la Diputación Provincial. Por otro lado, su implicación en la docencia y en la gestión de la Escuela Técnica Superior de Arquitectura de Valladolid se remontan a dos décadas.
Ha publicado un conjunto de libros sobre arquitectura, urbanismo, sociedad y derechos humanos. Sobre este último problema fundamental hizo una exposición itinerante por Europa y América.

### Actividad política
En junio de 2010 fue elegido candidato de Izquierda Unida (elegido como independiente en un proceso de primarias abiertas pionero en España,[cita requerida] en el que personas ajenas a la organización eran electoras y elegibles) a la alcaldía de la ciudad para las elecciones municipales de 2011, sucediendo como cabeza de lista a Alfonso Sánchez de Castro que había permanecido 2 legislaturas como cabeza del partido en el consistorio.
El programa electoral para estas elecciones se articulaba en torno a la generación de empleo, la sostenibilidad de la ciudad (reestructurando por ejemplo la movilidad y la rehabilitación de edificios) o el impulso de una democracia participativa, principalmente.
Finalmente Saravia saldría elegido junto a otros 2 candidatos como concejales de IU en el ayuntamiento, pasando de los 10.692 votos (5,88 %) y 1 concejal de 2007 a 17.727 votos (10,51 %) y 3 concejales.
En febrero del año 2015, se volvió a presentar como alcaldable a las elecciones primarias de plataforma municipalista Valladolid Toma La Palabra (VTLP), donde se integran Izquierda Unida y EQUO junto a personas individuales, siendo elegido cabeza de lista, candidato a alcalde, por una amplia mayoría. Tras los resultados de las elecciones municipales de mayo del 2015, en los que VTLP obtuvo cuatro concejales, Manuel Saravia se convirtió en el primer teniente de alcalde, y concejal delegado del área de Urbanismo, Infraestructuras y Vivienda del Ayuntamiento de Valladolid, tras un acuerdo de coalición de gobierno con el PSOE.
Fue reelegido en primarias abiertas como cabeza de lista de VTLP para las elecciones municipales de 2019.

## Libros
- Arquitectura y urbanismo de Valladolid en el siglo XX, Ateneo de Valladolid (1997), con P. Gigosos Pérez ISBN 978-84-87875-05-2
- La ciudad y los derechos humanos: una modesta proposición sobre derechos humanos y práctica urbanística, Talasa (2002), con P. Gigosos Pérez y R. del Caz Enjuto ISBN 978-84-88119-90-2.
- La ciudad y los derechos humanos: una modesta proposición sobre derechos humanos y prácticas urbanísticas [Archivo de Internet]   (2010)
- Ciudades civilizadas: lecciones de urbanismo, Universidad de Valladolid, (1999), con P. Gigosos Pérez y R. del Caz Enjuto ISBN 978-84-7762-979-5
- El nuevo campus de Valladolid: (plan especial de la Finca de los Ingleses), Universidad de Valladolid Secretariado de Publicaciones (1997), y otros, ISBN 978-84-7762-728-9
- Planes parciales residenciales : manual profesional, Junta de Castilla y León. Consejería de Cultura y Turismo, (2004) con P. Gigosos Pérez y R. del Caz Enjuto, ISBN 978-84-9718-162-4 http://www.iuvalladolid.org/
- Programa de urbanística I: años 1987-90, Grapheus (1990) con P. Gigosos Pérez, ISBN 978-84-87473-01-2
- La urbanística como fronda y otros ensayos, Universidad de Valladolid. Secretariado de Publicaciones (1990), ISBN 978-84-7762-160-7.